# Rothenburgsort
Rothenburgsort, Hamburg-Rothenburgsort — dzielnica miasta Hamburg w Niemczech, w okręgu administracyjnym Hamburg-Mitte. W roku 1385 włączony w granice miasta.